# Крочиккья
Крочиккья (фр. Crocicchia, корс. A Crucichja) — коммуна во Франции, находится в регионе Корсика. Департамент коммуны — Верхняя Корсика. Входит в состав кантона Голо-Морозалья. Округ коммуны — Бастия.
Код INSEE коммуны — 2B102.

## Население
Население коммуны на 2008 год составляло 43 человека.
| 1962 | 1968 | 1975 | 1982 | 1990 | 1999 | 2008 |
| ---- | ---- | ---- | ---- | ---- | ---- | ---- |
| 59   | 79   | 58   | 48   | 62   | 50   | 43   |

## Экономика
В 2007 году среди 22 человек в трудоспособном возрасте (15—64 лет) 12 были экономически активными, 10 — неактивными (показатель активности — 54,5 %, в 1999 году было 42,9 %). Из 12 активных работали 9 человек (5 мужчин и 4 женщины), безработных было 3 (1 мужчина и 2 женщины). Среди 10 неактивных 3 человека были пенсионерами, 7 были неактивными по другим причинам.

## Фотогалерея

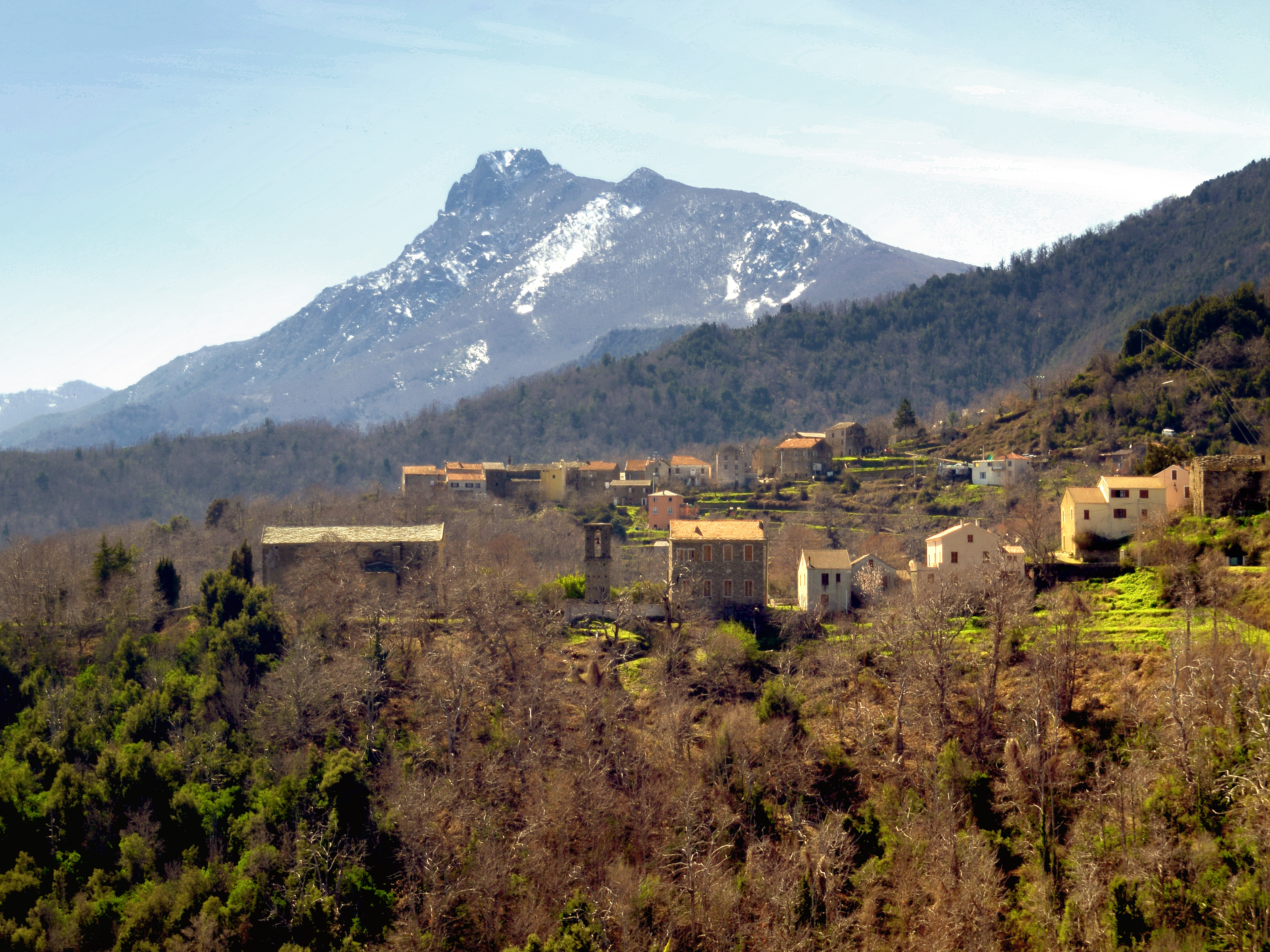
Крочиккья
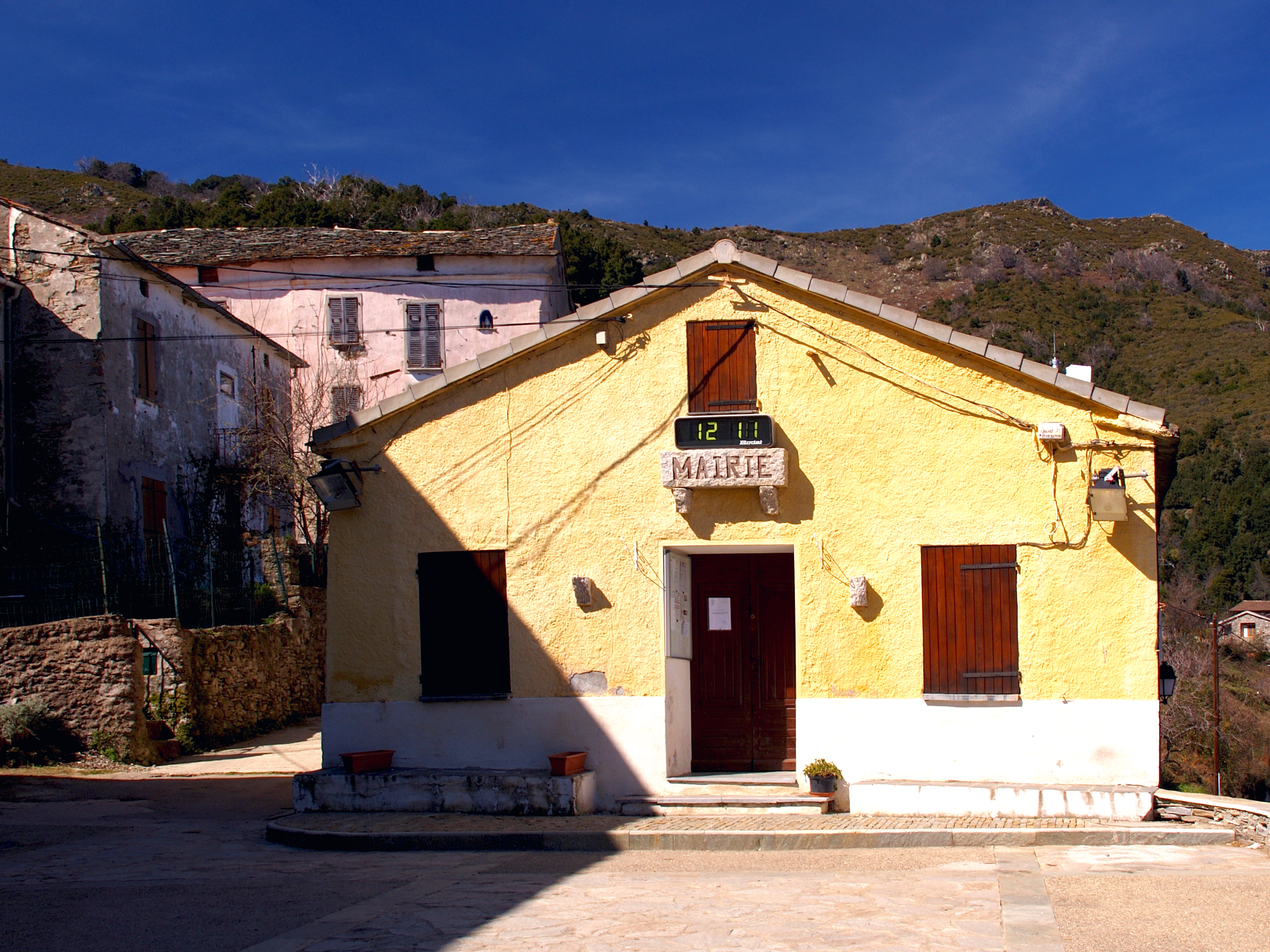
Мэрия
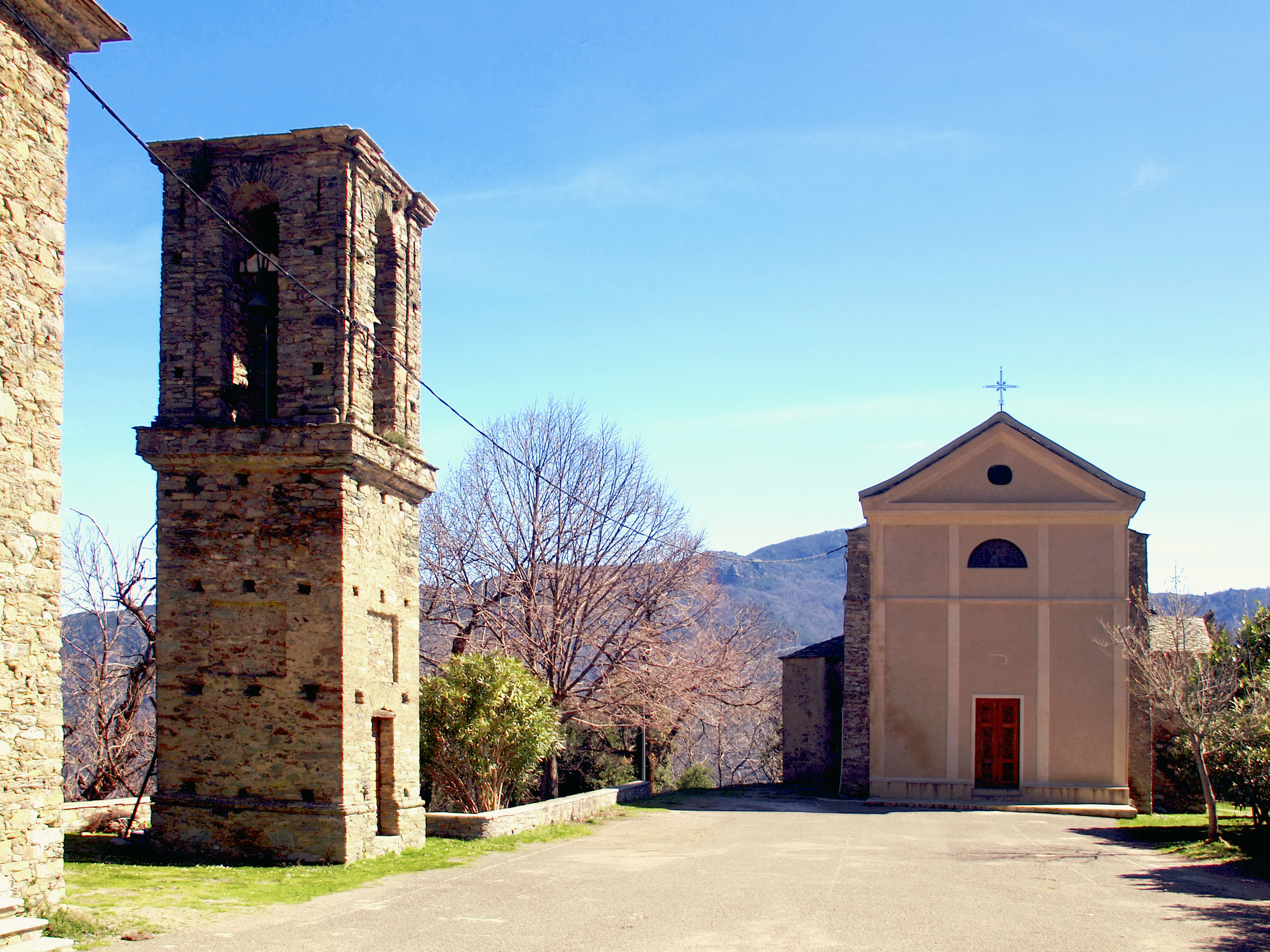
Церковь Sant' Andrea